# Charlie Watts

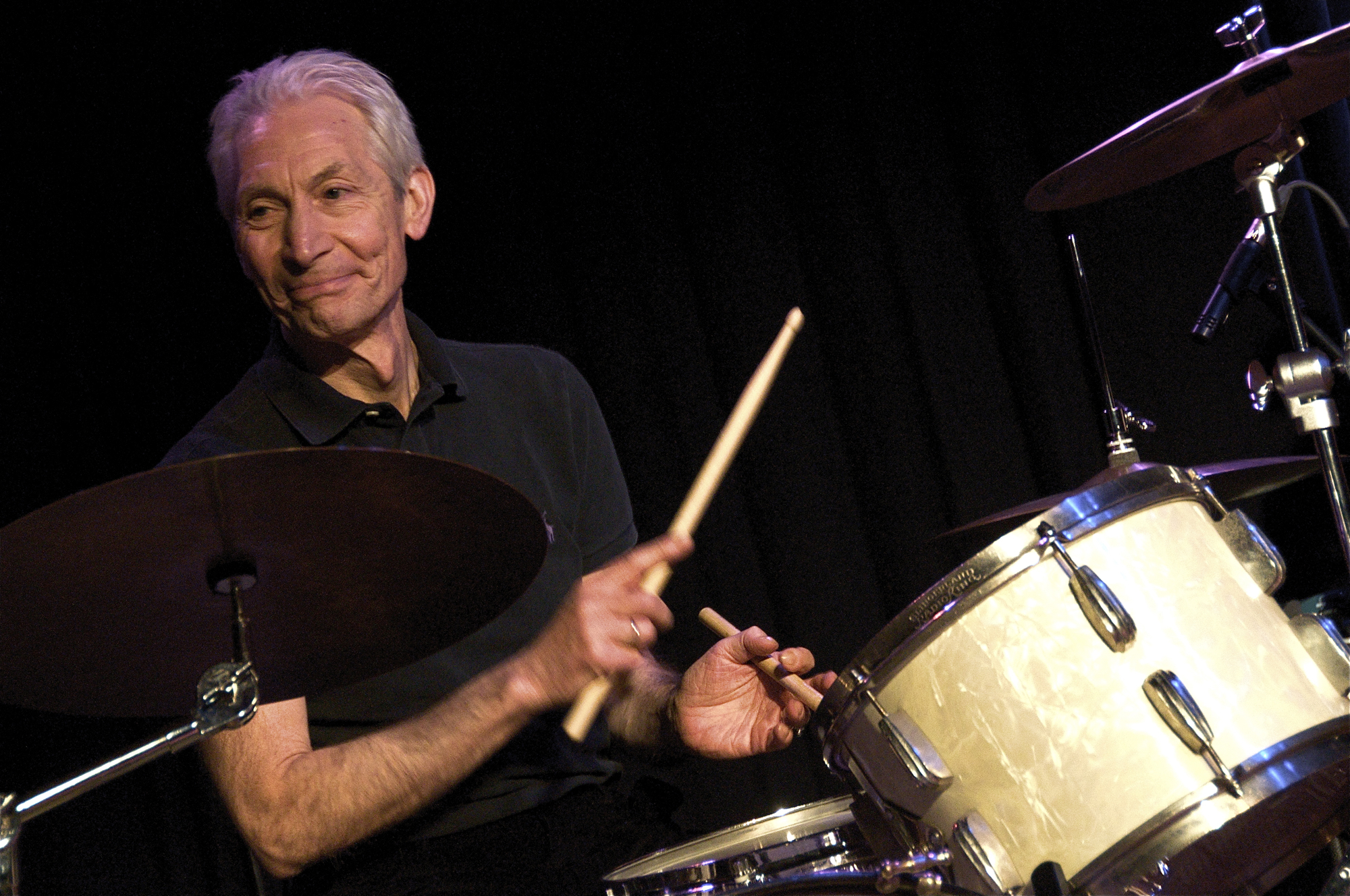
Charlie Watts (2010)

Charles Robert Watts (Bloomsbury, 2 de juny de 1941 - Londres, 24 d'agost de 2021), fou un músic britànic conegut sobretot per ser el bateria dels Rolling Stones. Més enllà del rock, també va tenir una àmplia trajectòria en el món del jazz.

## Vida professional
Estudià a la Tylers Croft Secondary Modern i a la Harrow Art School, i als 18 anys començà a treballar en una agència de publicitat de Londres. Aficionat al jazz, aprengué a tocar la bateria escoltant a grans bateries del gènere, com ara Sid Catlett o Max Roach. Formà part de diferents grups de jazz: The Joe Jones Jazz Seven, Blues By Five i el 1961 els Blues Incorporated d'Alexis Korner. En el club on tocava amb aquest darrer, va conèixer Mick Jagger que li demanà que entrés a formar part d'un nou grup que s'acabava de formar, The Rolling Stones, i des del 1962 fou el bateria del mític conjunt. Conegut com l'"Stone silenciós", el seu estil era bàsicament sobri, constant i fenia les funcions d'"empènyer" el ritme del grup. Sense deixar els Stones, va col·laborar sovint en formacions jazzístiques, i en especial a la banda del seu company Bill Wyman.

## Reconeixements
El 2006, Watts va ser elegit per entrar al Saló de la Fama del Modern Drummer; el mateix any, Vanity Fair  el va elegir per al Saló Internacional de la Fama dels Millores Vestits. Segons l'estimació d'un destacat crític musical Robert Christgau, Watts va ser el "millor bateria del rock". El 2016, es va classificar en el 12è lloc de la llista "100 millors bateries de tots els temps de "Rolling Stone.